# Sciapus spiniger
Sciapus spiniger är en tvåvingeart som först beskrevs av Zetterstedt 1859.  Sciapus spiniger ingår i släktet Sciapus och familjen styltflugor. Arten är reproducerande i Sverige. Inga underarter finns listade i Catalogue of Life.